# Bukovac (Bośnia i Hercegowina)
Bukovac – wieś w Bośni i Hercegowinie, w dystrykcie Brczko. W 2013 roku liczyła 104 mieszkańców, z czego większość stanowili Serbowie.